# Knistuszki
Knistuszki (biał. Кністушкі, Knistuszki; ros. Книстушки, Knistuszki) – wieś na Białorusi, w obwodzie grodzieńskim, w rejonie ostrowieckim, w sielsowiecie Gierwiaty, nad Oszmianką.
Część mieszkańców wsi należy do mniejszości litewskiej.

## Historia
W XIX i w początkach XX w. położone były w Rosji, w guberni wileńskiej, w powiecie wileńskim. Po I wojnie światowej pod administracją polską, w Zarządzie Cywilnym Ziem Wschodnich. W latach 1920-1922 w składzie Litwy Środkowej.
Od 11 kwietnia 1922 leżały w Polsce, w województwie wileńskim, w powiecie wileńsko-trockim, do 1 kwietnia 1927 w gminie Worniany, następnie w gminie Michaliszki/Gierwiaty.
Podczas II wojny światowej działały tu kolaborujące z Niemcami siły litewskie, zarówno samoobrona jak i wojska pod dowództwem gen. Povilasa Plechavičiusa. Toczyły one walki z polską Armią Krajową. 15 kwietnia 1944 samoobrona została rozbrojona przez 9 Oszmiańską Brygadę Armii Krajowej.
Po II wojnie światowej w granicach Związku Sowieckiego. Od 1991 w niepodległej Białorusi.